# Hampton, Connecticut
Hampton är en kommun (town) i Windham County i delstaten Connecticut, USA. Vid folkräkningen år 2000 bodde 1 758 personer på orten. Den har enligt United States Census Bureau en area på totalt 66 km² varav 1,3 km² är vatten.